# Jorgelina Cravero
Jorgelina Cravero (* 23. Januar 1982 in San Francisco, Argentinien) ist eine ehemalige argentinische Tennisspielerin.

## Karriere
Cravero begann im Alter von fünf Jahren mit dem Tennissport. Auf ITF-Turnieren gewann sie insgesamt 15 Einzel- und 34 -Doppeltitel. Auf der WTA Tour hingegen blieb ihr ein Titelgewinn verwehrt.
2007 konnte sie sich für die Australian Open, Wimbledon und die US Open qualifizieren, kam aber jeweils nicht über die erste Runde hinaus.
Im Juni 2011 erklärte sie ihren Rücktritt vom Profitennis. Sie verabschiedete sich beim ITF-Turnier im heimatlichen Rosario mit einem Titelgewinn im Einzel und im Doppel.

## Turniersiege

### Einzel
| Nr. | Datum             | Turnier               | Kategorie   | Belag     | Finalgegnerin         | Ergebnis        |
| --- | ----------------- | --------------------- | ----------- | --------- | --------------------- | --------------- |
| 1.  | 7. Mai 2000       | Itajaí                | ITF $10.000 | Hartplatz | Natalia Garbellotto   | 6:3, 6:3        |
| 2.  | 29. Juli 2001     | Puerto Ordaz          | ITF $10.000 | Hartplatz | Stephanie Schaer      | 6:2, 2:6, 6:1   |
| 3.  | 19. August 2001   | La Paz                | ITF $10.000 | Sand      | Carla Tiene           | 6:3, 6:3        |
| 4.  | 6. September 2003 | Asunción              | ITF $10.000 | Sand      | Carla Tiene           | 6:1, 6:3        |
| 5.  | 31. Oktober 2004  | Los Mochis            | ITF $10.000 | Sand      | Micaela Moran         | 6:2, 6:1        |
| 6.  | 16. Oktober 2005  | San Miguel de Tucumán | ITF $10.000 | Sand      | Estefanía Craciún     | 6:1, 4:6, 6:4   |
| 7.  | 23. Oktober 2005  | Asunción              | ITF $10.000 | Sand      | Estefanía Craciún     | 6:4, 7:67       |
| 8.  | 8. April 2006     | Coatzacoalcos         | ITF $25.000 | Hartplatz | Estefanía Craciún     | 7:5, 6:1        |
| 9.  | 21. Mai 2006      | Palm Beach Gardens    | ITF $25.000 | Sand      | Rossana de los Ríos   | 6:2, 6:4        |
| 10. | 15. Oktober 2006  | Saltillo              | ITF $25.000 | Hartplatz | Frederica Piedade     | 6:2, 6:2        |
| 11. | 22. Oktober 2006  | Ciudad Victoria       | ITF $25.000 | Hartplatz | Stella Menna          | 6:2, 6:1        |
| 12. | 5. November 2006  | Santa Cruz            | ITF $25.000 | Sand      | Hana Šromová          | 6:1, 6:75, 7:65 |
| 13. | 17. Juni 2007     | Marseille             | ITF $50.000 | Sand      | Stéphanie Cohen-Aloro | 6:2, 6:4        |
| 14. | 3. August 2008    | Campos do Jordão      | ITF $25.000 | Hartplatz | Florencia Molinero    | 6:3, 6:2        |
| 15. | 11. Juni 2011     | Rosario               | ITF $10.000 | Sand      | Vanesa Furlanetto     | 4:6, 6:3, 6:4   |

### Doppel
| Nr. | Datum              | Turnier          | Kategorie   | Belag     | Partnerin                 | Finalgegnerinnen                                  | Ergebnis         |
| --- | ------------------ | ---------------- | ----------- | --------- | ------------------------- | ------------------------------------------------- | ---------------- |
| 1.  | 4. Oktober 1998    | Córdoba          | ITF $10.000 | Sand      | Eugenia Chialvo           | Camilla Kremer Nina Nittinger                     | 6:4, 2:6, 6:3    |
| 2.  | 7. Mai 2000        | Itajai           | ITF $10.000 | Hartplatz | Claudia Salgues           | Nathalia Bellizia Leticia Sobral                  | 6:3, 6:2         |
| 3.  | 30. Juli 2000      | Lido Di Camaiore | ITF $10.000 | Sand      | Eugenia Chialvo           | Alberta Brianti Giulia Meruzzi                    | 6:2, 6:1         |
| 4.  | 24. September 2000 | Asunción         | ITF $10.000 | Sand      | Gisela Dulko              | Larissa Schaerer Sarah Tami-Masi                  | 4:6, 6:3, 6:3    |
| 5.  | 1. Oktober 2000    | Montevideo       | ITF $10.000 | Sand      | Gisela Dulko              | Geraldine Aizenberg Paula Racedo                  | 6:1, 6:4         |
| 6.  | 26. August 2001    | Paraná           | ITF $10.000 | Sand      | Erica Krauth              | Melisa Arevalo Natalia Gussoni                    | 6:2, 6:3         |
| 7.  | 8. Oktober 2001    | Mexiko-Stadt     | ITF $10.000 | Sand      | Salome Llaguno            | Maria-Eugenia Brito Paola Guerrero                | 6:3, 6:4         |
| 8.  | 11. November 2001  | San Salvador     | ITF $10.000 | Sand      | Carla Tiene               | Maria-Eugenia Brito Erika Clarke-Magana           | 6:1, 6:3         |
| 9.  | 24. Februar 2002   | Ciudad Victoria  | ITF $10.000 | Hartplatz | Carla Tiene               | Melisa Arevalo Vanessa Menga                      | 6:2, 7:5         |
| 10. | 24. Februar 2002   | Ciudad Victoria  | ITF $10.000 | Hartplatz | Carla Tiene               | Melisa Arevalo Vanessa Menga                      | 6:2, 2:6, 7:5    |
| 11. | 7. April 2002      | Coatzacoalcos    | ITF $25.000 | Hartplatz | Melissa Torres-Sandoval   | Jekaterina Koschokina Anastassija Rodionowa       | 6:4, 6:3         |
| 12. | 20. April 2003     | San Luis Potosí  | ITF $25.000 | Sand      | Maria-Vanina Garcia-Sokol | Kildine Chevalier Lana Popadic                    | 6:1, 6:3         |
| 13. | 31. August 2003    | Paraná           | ITF $10.000 | Sand      | Maria-Vanina Garcia-Sokol | Erica Krauth Carla Tiene                          | 6:1, 6:3         |
| 14. | 6. September 2003  | Asunción         | ITF $10.000 | Sand      | Carla Tiene               | Joana Cortez Marina Tavares                       | 6:3, 6:4         |
| 15. | 31. Oktober 2004   | Los Mochis       | ITF $10.000 | Sand      | Flavia Mignola            | Valentina Castro Ana-Lucia Migliarini de Leon     | 6:2, 3:6, 7:5    |
| 16. | 7. November 2004   | Salta            | ITF $10.000 | Sand      | Soledad Esperón           | Maria-Belen Corbalan Luciana Sarmenti             | 6:2, 6:1         |
| 17. | 20. März 2005      | Morelia          | ITF $10.000 | Hartplatz | Veronica Spiegel          | Daniela Klemenschits Sandra Klemenschits          | 6:4, 6:2         |
| 18. | 16. April 2005     | Tampico          | ITF $10.000 | Hartplatz | Kildine Chevalier         | Andrea Benítez Flavia Mignola                     | 7:66, 2:6, 7:5   |
| 19. | 15. Mai 2005       | Los Mochis       | ITF $10.000 | Sand      | Flavia Mignola            | Lorena-Ivette Arias-Rodriguez Erika Clarke-Magana | 6:3, 6:0         |
| 20. | 22. Mai 2005       | Mazatlan         | ITF $10.000 | Hartplatz | Flavia Mignola            | Lauren Barnikow Kelly Schmandt                    | 6:4, 6:3         |
| 21. | 5. November 2006   | Santa Cruz       | ITF $25.000 | Sand      | Joana Cortez              | Soledad Esperón Carla Tiene                       | 6:2, 4:6, 6:4    |
| 22. | 18. März 2007      | Orange           | ITF $25.000 | Hartplatz | Su-Wei Hsieh              | Chan Chin-wei Tetiana Luzhanska                   | 6:3, 6:1         |
| 23. | 20. Mai 2007       | Saint Gaudens    | ITF $50.000 | Sand      | Darja Kustawa             | Oqgul Omonmurodova Iryna Brémond                  | 6:1, 6:3         |
| 24. | 10. Juni 2007      | Madrid           | ITF $25.000 | Sand      | Betina Jozami             | Nina Brattschikowa Neuza Silva                    | 6:4, 6:4         |
| 25. | 5. August 2007     | Washington, D.C. | ITF $75.000 | Hartplatz | Betina Jozami             | Julie Ditty Natalie Grandin                       | 1:6, 6:1, 6:2    |
| 26. | 6. April 2008      | Civitavecchia    | ITF $25.000 | Sand      | Betina Jozami             | Stefania Chieppa Darja Kustawa                    | 4:6, 6:3, [10:6] |
| 27. | 5. Oktober 2008    | Ciudad Juárez    | ITF $50.000 | Sand      | Betina Jozami             | Soledad Esperón Florencia Molinero                | 6:0, 7:66        |
| 28. | 19. Oktober 2008   | Mexiko-Stadt     | ITF $25.000 | Hartplatz | Veronica Spiegel          | Sara Del Barrio-Aragon Frederica Piedade          | 6:4, 7:5         |
| 29. | 22. Februar 2009   | Surprise         | ITF $25.000 | Hartplatz | Jekaterina Iwanowa        | Ahsha Rolle Yanina Wickmayer                      | 6:1, 6:1         |
| 30. | 22. März 2009      | Irapuato         | ITF $25.000 | Hartplatz | Veronica Spiegel          | Soledad Esperón Chanelle Scheepers                | 6:1, 6:0         |
| 31. | 14. Juni 2009      | Campobasso       | ITF $25.000 | Sand      | Frederica Piedade         | Anna Floris Valentina Sulpizio                    | 6:3, 6:4         |
| 32. | 5. Juli 2009       | Mont-de-Marsan   | ITF $25.000 | Sand      | Maria Irigoyen            | Marija Kondratjewa Sophie Lefèvre                 | 2:6, 6:4, [10:7] |
| 33. | 26. September 2010 | Saguenay         | ITF $50.000 | Hartplatz | Stéphanie Foretz Gacon    | Heidi El Tabakh Rebecca Marino                    | 6:3, 6:4         |
| 34. | 11. Juni 2011      | Rosario          | ITF $10.000 | Sand      | Betina Jozami             | Florencia Di Biasi Vanesa Furlanetto              | 6:2, 7:64        |